# Khải Định
Pour les articles homonymes, voir Khai.
Cette page contient des caractères spéciaux ou non latins. S’ils s’affichent mal (▯, ?, etc.), consultez la page d’aide Unicode.
Khải Định (啟定) (Nguyễn Phúc Bửu Đảo,阮福寶嶹, Hué 1885-1925 Hué) est le douzième empereur (reconnu seulement comme roi du temps de l'Indochine française) de la dynastie Nguyễn au Annam. Né prince Nguyen Buu Dao en 1885, fils de l'empereur Dong Khanh, il ne lui a pas succédé immédiatement : il fut d'abord, à l'âge de 4 ans, prince dynastique de la Confédération des Sedangs, de 1889 à 1897.

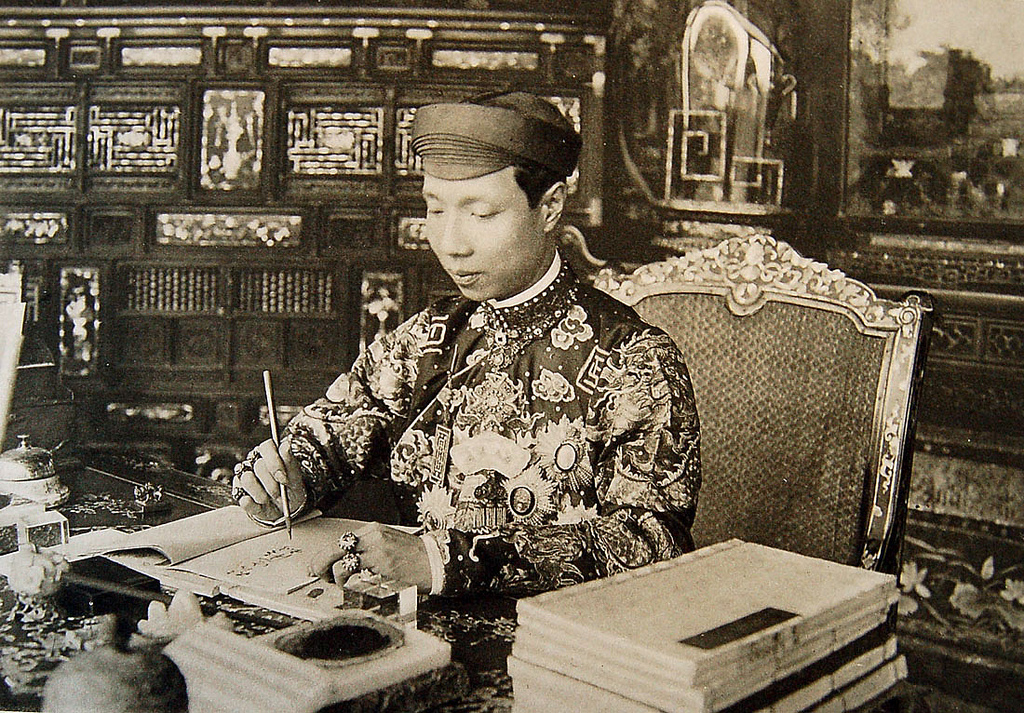
L'empereur.

## Empereur d'Annam
À la suite de l'exil de l'empereur Duy Tân, il est porté sur le trône d'Annam par les Français, le 18 mai 1916. Il mène une politique favorable aux intérêts des autorités françaises.
Il fait construire le palais An Định en 1917-1919, en dehors de la Cité pourpre interdite.
Le 3 janvier 1922, la ville de Hué fête le maréchal français Joffre et l'empereur, qui le reçoit dans son palais rouge et or et en venant lui rendre visite chez le résident supérieur français, M. Pierre Pasquier.
L'empereur remet au maréchal un précieux cadeau : un bâton de commandement en argent, en or et en jade, ou sceptre de bonheur, choisi spécialement dans le trésor impérial : c’est, a-t-il dit, le seul objet qu’il ait jugé digne de l'illustre soldat.

## Voyage officiel en France

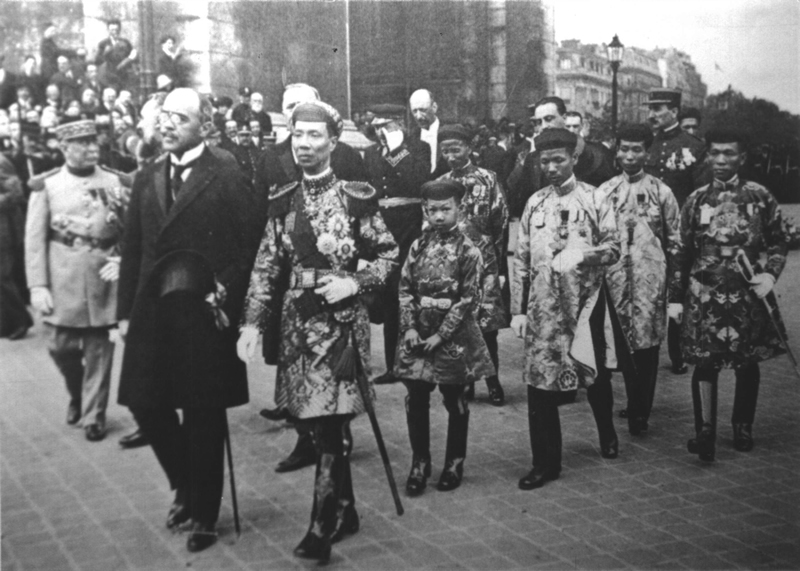
Voyage de l'empereur à Paris.

Khải Định visite la France, du 15 mai au 11 août 1922, notamment l'exposition coloniale de Marseille.
Arrivé au port de Marseille le 21 juin 1922, le roi est accueilli par le ministre des Colonies Albert Sarraut, ancien gouverneur général de l'Indochine. Après avoir fait une pause à Lyon, le roi Khai Dinh est emmené dans un train jusqu'à la gare du Bois de Boulogne le matin du 24 juin.
Il retrouve le maréchal Joffre, le gouverneur Maurice Long et l'administrateur Pierre Pasquier, le 26 juin 1922, lors d'une cérémonie à Nogent-sur-Marne.
Dans la soirée du 26 juin, le président français Alexandre Millerand organise une fête pour célébrer le roi Khai Dinh au palais de l'Élysée. Outre le banquet officiel offert par l'État français, le roi Khai Dinh participe à une course de chevaux avec le président français et son épouse, visite la Société géographique de Paris ainsi que la tombe du Soldat inconnu à l'Arc de Triomphe. Le 10 août, le roi Khai Dinh visite la Exposition coloniale de Marseille et, le lendemain, il monte à bord du navire Angers pour rentrer au Vietnam.
Le voyage à Paris de Khai Dinh est très coûteux mais il n’a donné aucun bénéfice pour son peuple.

## Retour au Vietnam et fin de vie
Il fait construire en 1923 le pavillon Tứ Phương Vô Sự à la Cité jaune impériale de Hué.
Les documents historiques et des études indiquent que l’empereur n’avait que des désirs homosexuels.
Selon l’historien Tim Doling dans son livre Exploring Hue, comme son père Dong Khanh, il a eu une vie malheureuse. Il meurt de la tuberculose en 1925, à l’âge de 40 ans, au palais Kiến Trung de la Cité pourpre interdite. Son fils unique Vinh Thuy lui succède sous le nom de Bao Dai.

## Tombeau
Khải Định a laissé à la postérité l'une des plus surprenantes tombes impériales de Hué, bâtie sur les pentes de la montagne Chau Chu.
Construite en béton, elle mélange aux éléments traditionnels vietnamiens (comme des dragons) des éléments d'architecture française comme les fleurs de lys ou un soleil style Art déco. De nombreuses surfaces sont carrelées de mosaïques faites à partir de coûteuses porcelaines importées.

## Illustrations

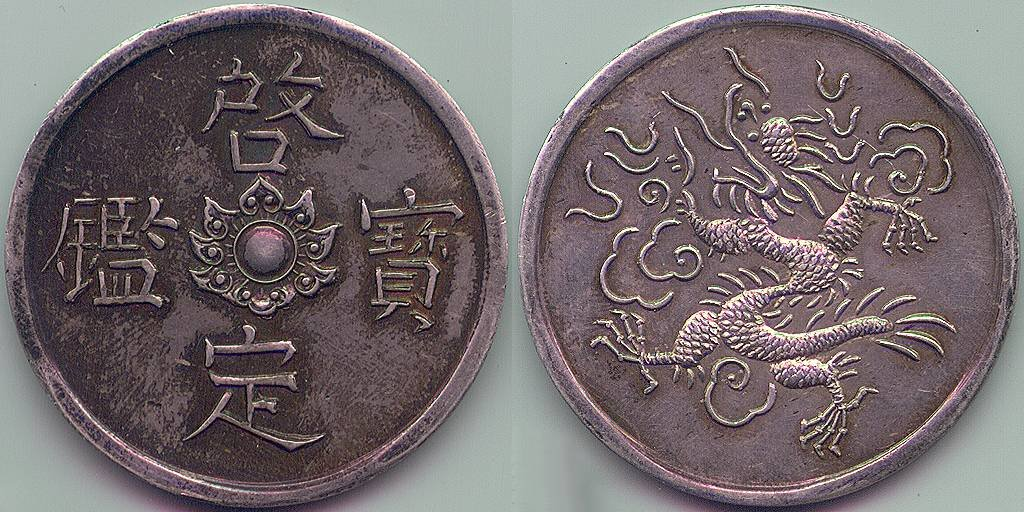
Dragon en vol. Phi long (monnaie) de Khai-Dinh.
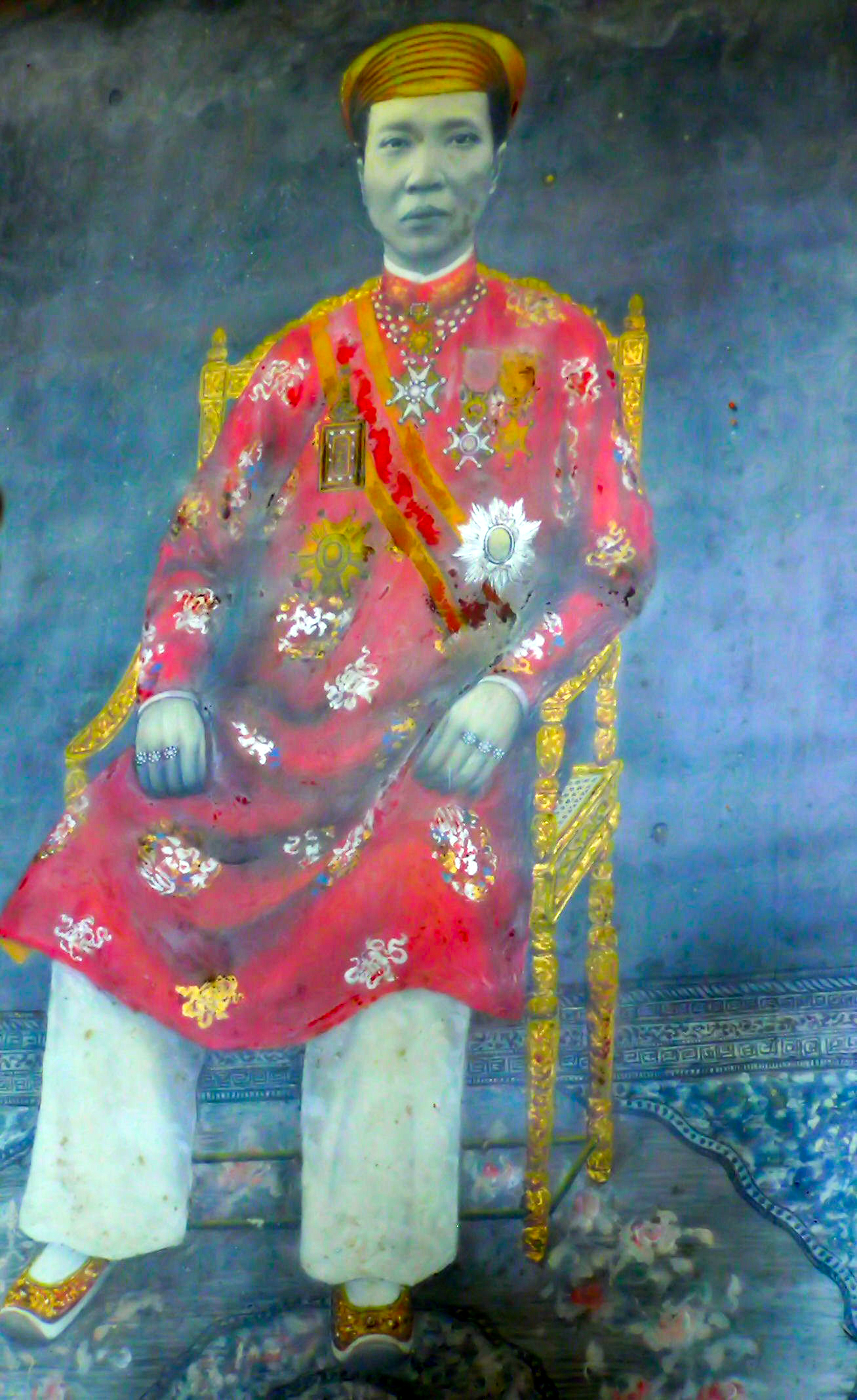
Portrait de Khai-Dinh.
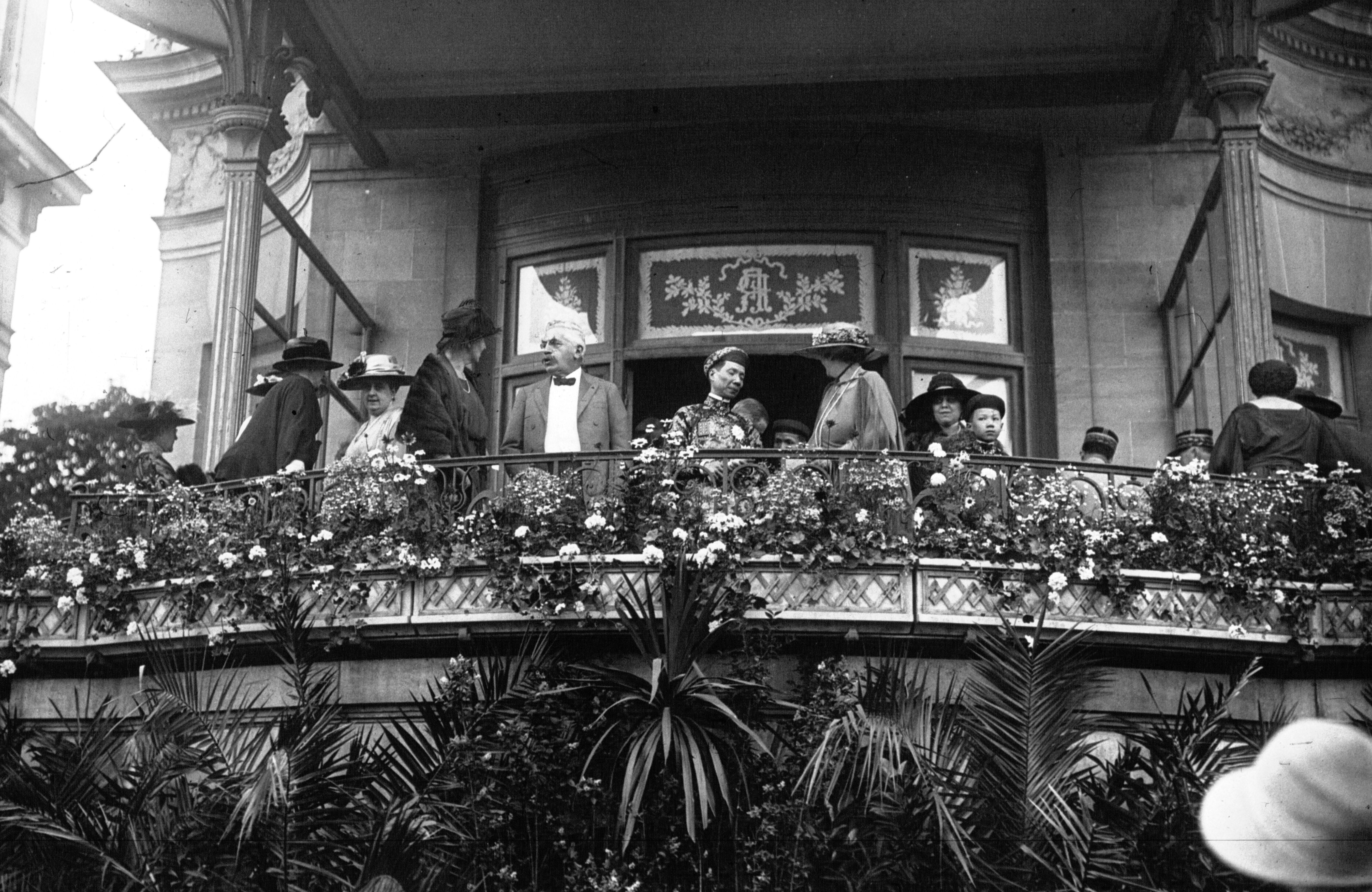
Aux côtés du président français Alexandre Millerand (1922).
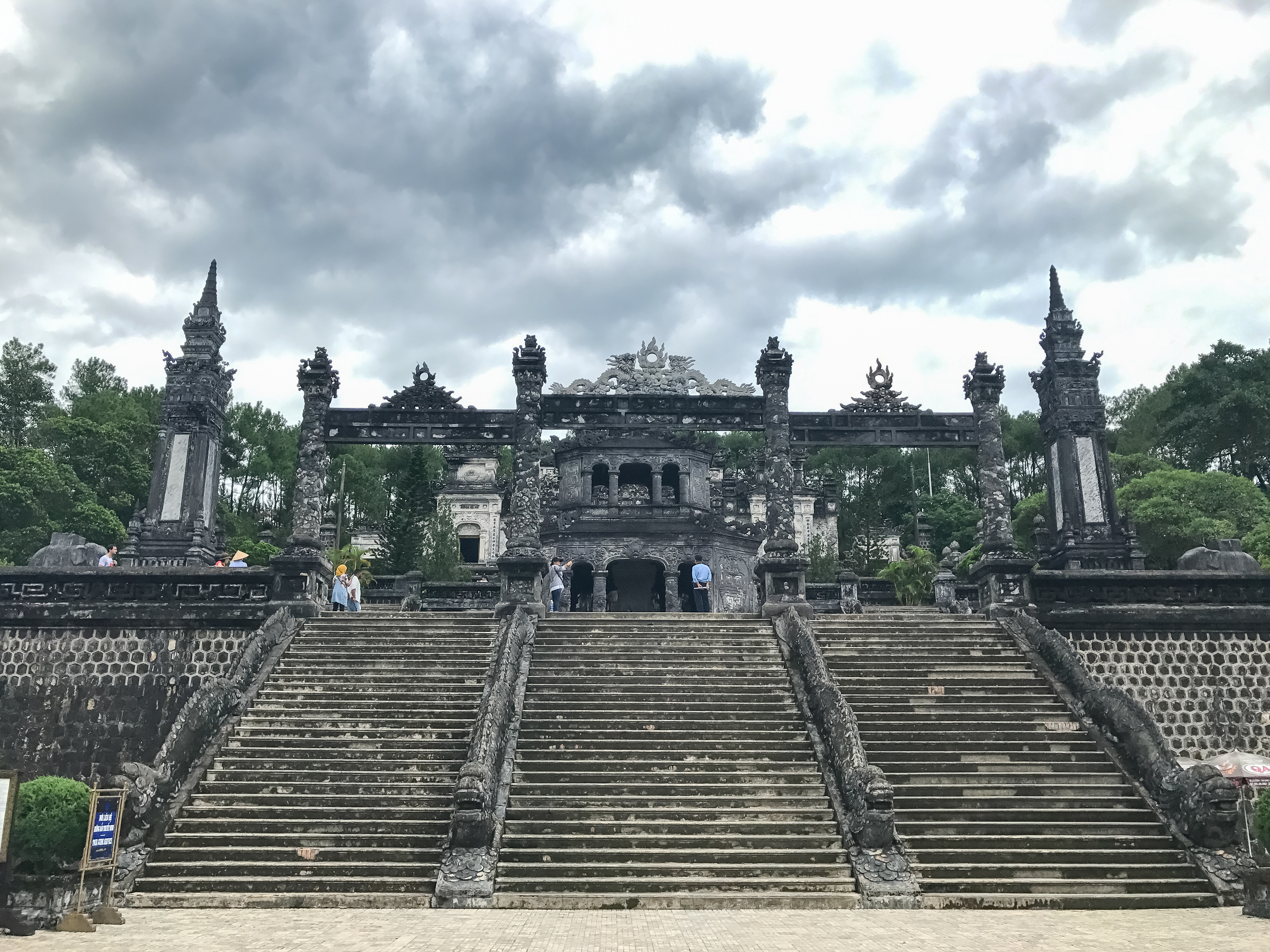
Tombeau de Khai-Dinh à Hué.